# 帕克湖 (愛荷華州)
帕克湖（英語：Lake Park）是一個位於美國愛荷華州迪金森縣的城市。

## 地理
帕克湖的座標為43°27′10″N 95°19′18″W / 43.45278°N 95.32167°W，而該地的平均海拔高度為454米（即1490英尺）。

## 人口
根據2010年美國人口普查的數據，帕克湖的面積為4.17平方千米，當中陸地面積為4.01平方千米，而水域面積為0.16平方千米。當地共有人口1105人，而人口密度為每平方千米264人。